# Main basse sur une île

Main basse sur une île est un téléfilm français réalisé par Antoine Santana, projeté en 2010 au Festival de la fiction TV de La Rochelle et diffusé pour la première fois à la télévision le 25 février 2011 sur Arte.

## Synopsis
En 1998, un préfet est assassiné à Ajaccio. Cinq ans plus tard, un commissaire à la retraite convoque un biographe pour lui raconter comment il a été contacté pour organiser ce qui devait être un simulacre d'attentat destiné à déstabiliser ce haut fonctionnaire qui dérangeait. Mais le policier, dit l'Ange, s'est fait doubler : ses hommes ont obéi à d'autres ordres. Il décide alors d'orchestrer une vengeance....

## Fiche technique
- Réalisateur : Antoine Santana
- Scénario : Antoine Santana et Jean-Paul Brighelli
- Musique : Olivier Daviaud
- Pays de production :  France
- Genre : thriller politique
- Durée : 90 minutes
- Année de production : 2010

## Distribution
- François Berléand : Ange Papadacci dit l'Ange
- Alexandre Steiger : le nègre
- Héléna Soubeyrand : Milou
- Jean-Michel Portal : le randonneur
- Bernard Blancan : le lézard
- Didier Ferrari : René
- Hubert Saint-Macary : le mammouth
- Lionel Tavera : Xavier
- Jean-Emmanuel Pagni : le deuxième tueur

## Distinction
- Festival de la fiction TV de La Rochelle 2010 : sélection hors compétition

## Commentaires
Tourné à Ajaccio, ce film est basé sur l'assassinat du préfet Claude Érignac, en 1998. Il amène le spectateur à réfléchir sur un éventuel dessous des cartes et sur les véritables bénéficiaires de cet attentat...